# Zolotica
La Zolotica (in russo Золотица?) è un fiume della Russia europea settentrionale (oblast' di Arcangelo), tributario del mar Bianco. Il fiume è noto anche con i nomi di Zolotnica o Zimnjaja Zolotica (in russo Zolotica d'inverno).
Nasce e scorre nella parte occidentale dell'altopiano del Mar Bianco e del Kuloj, una regione di rilievi collinari situata nella parte settentrionale della oblast' di Arcangelo; scorre dapprima con direzione settentrionale, successivamente orientale, per poi assumere definitivamente una direzione mediamente nordoccidentale fino alla foce, nella parte settentrionale del mar Bianco.
Le acque del fiume sono gelate in superficie per lunghi periodi ogni anno, dall'autunno alla tarda primavera. L'unico centro urbano di qualche rilevanza toccato dal fiume in tutto il suo corso è Nižnjaja Zolotica, posto presso la foce.